# 太空大樓
太空大樓（西班牙語：Torre Espacio）是一座位於是一座位於西班牙馬德里四大樓商業區的一座摩天大樓，由美国建筑师亨利·考伯设计。該棟建築物高達230公尺（755 英尺），57層。目前是馬德里第四高樓。

## 建設
2006年9月4日晚上施工期間，太空大樓43層發生火災。不過建築物的結構沒有受到嚴重破壞，火災只影響了一些建築材料。
2006年11月，太空大樓超過巴里大飯店成為西班牙最高建築，不過建築本身直到2007年3月19日才封頂，當夜，時任馬德里市長阿尔韦托·鲁伊斯-加利亚东參加了慶祝太空大樓剪綵的晚會。同年3月，其高度被水晶大樓超過。
2009年，太空大樓成為英國駐西班牙馬德里大使館。
由於摩天大樓獨特的形式和形狀，探索频道的工程大突破第四季中一集节目介绍了这栋大楼的建造工程。

自 2015 年以來，該棟建築由華裔菲律賓企業家吳聰滿與旗下企業Grupo Emperador SAU擁有，在被菲律賓西班牙公司收購六年後，摩天大樓更名為Torre Emperador（或Torre Emperador Castellana），並以菲律賓流行品牌Emperador Brandy命名。

## 图集

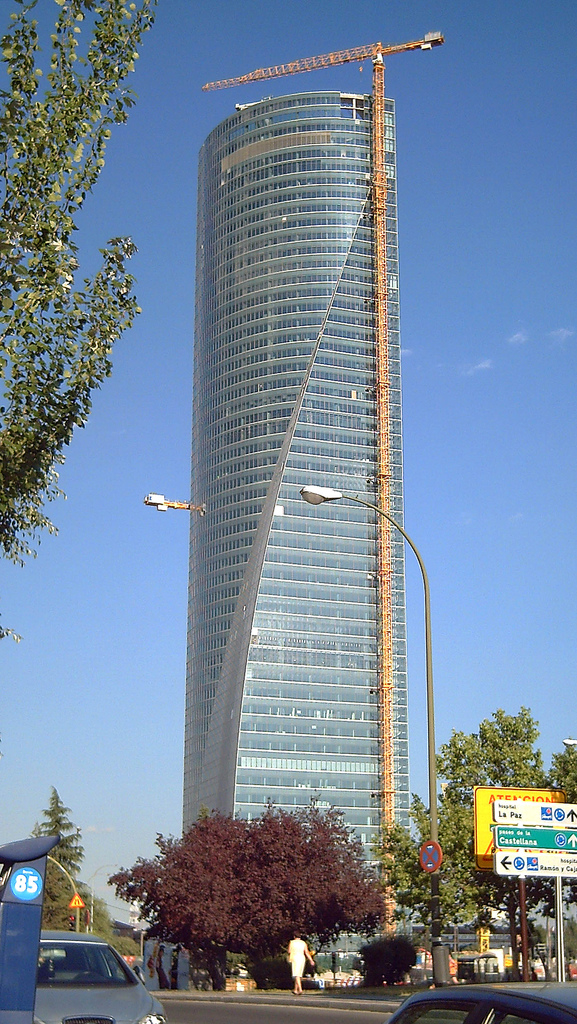
未完成的太空大樓
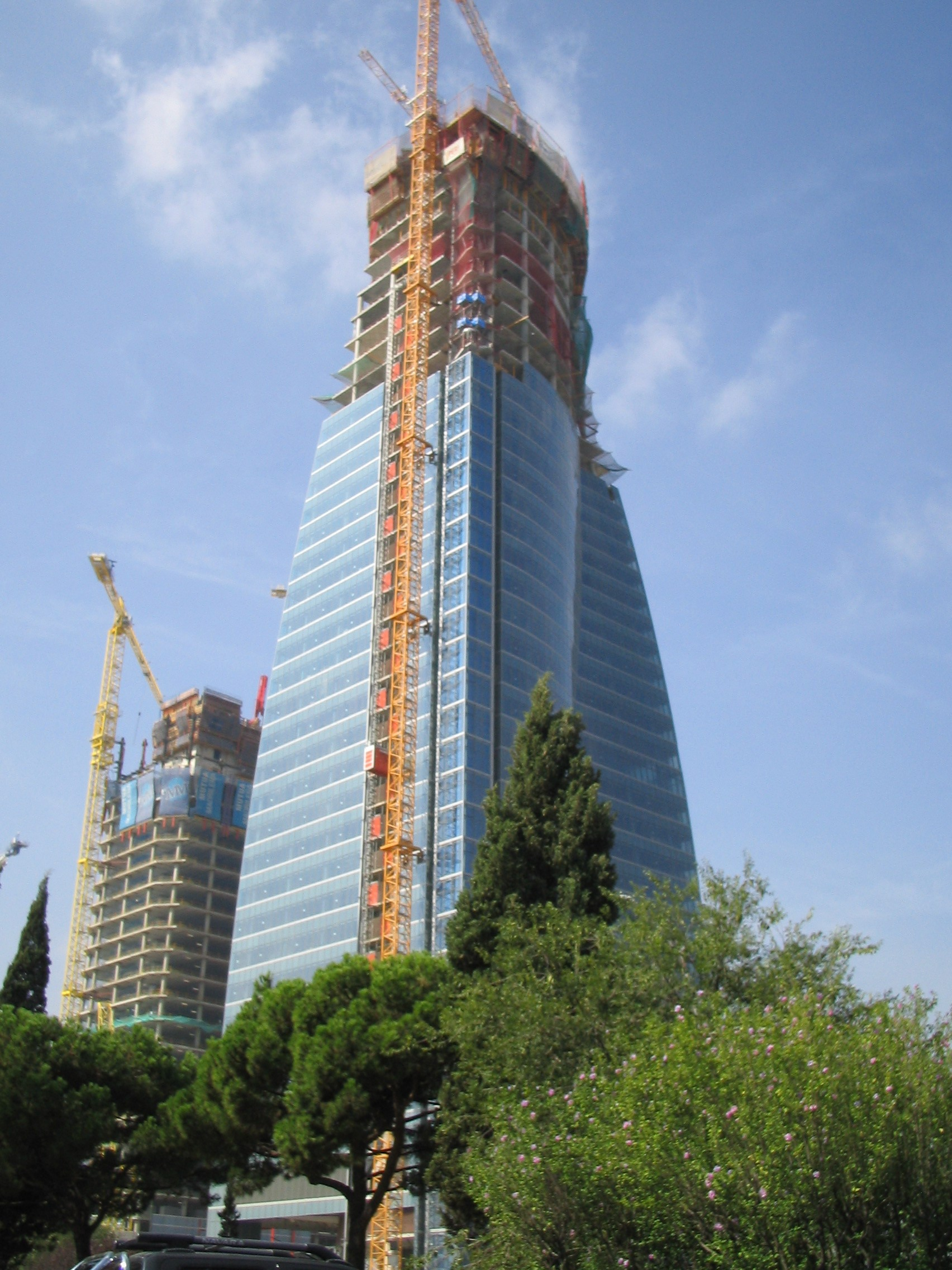
未完成的太空大樓
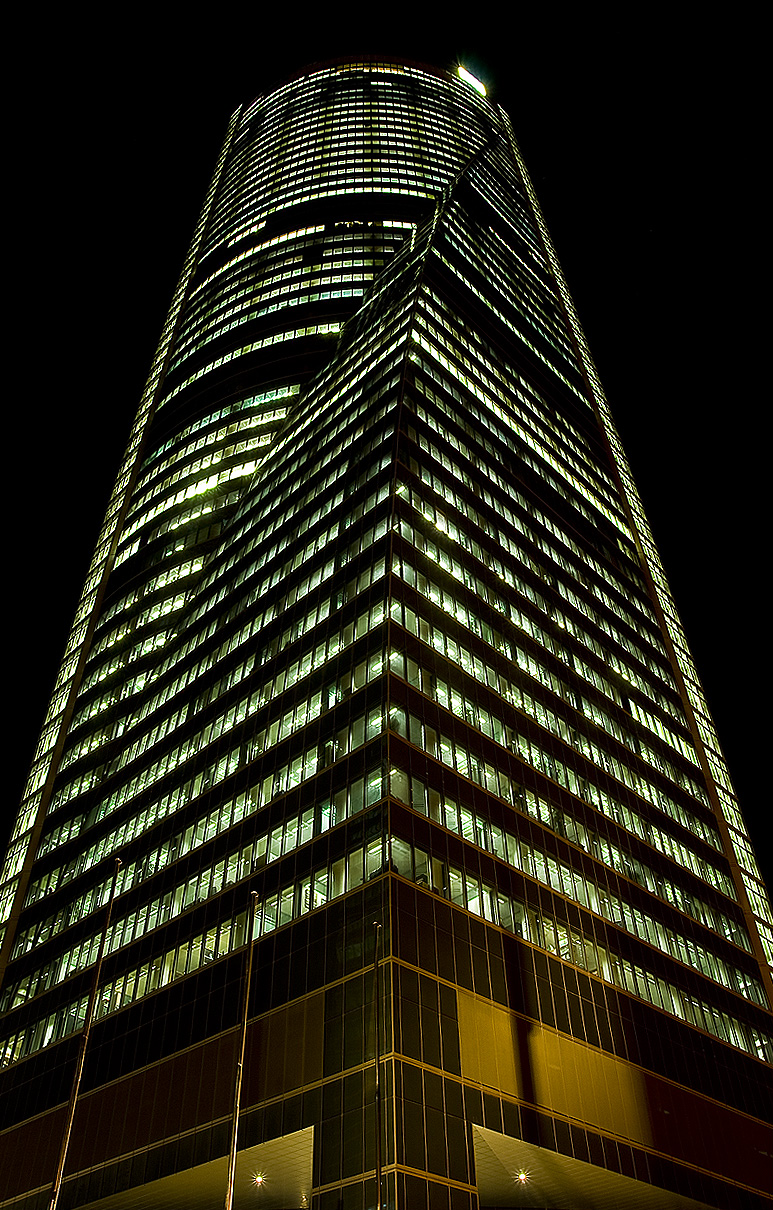
太空大樓的夜景
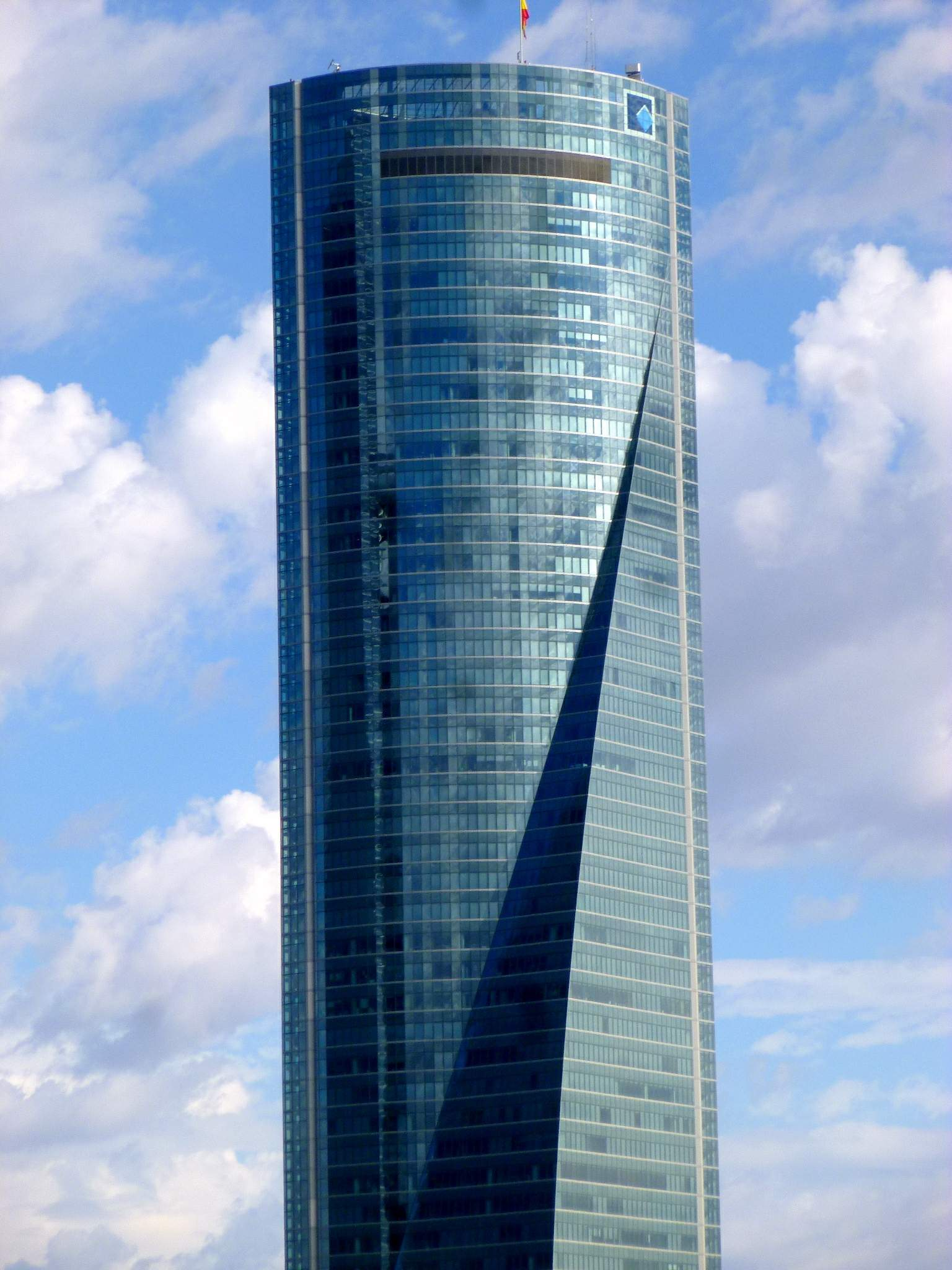
太空大樓
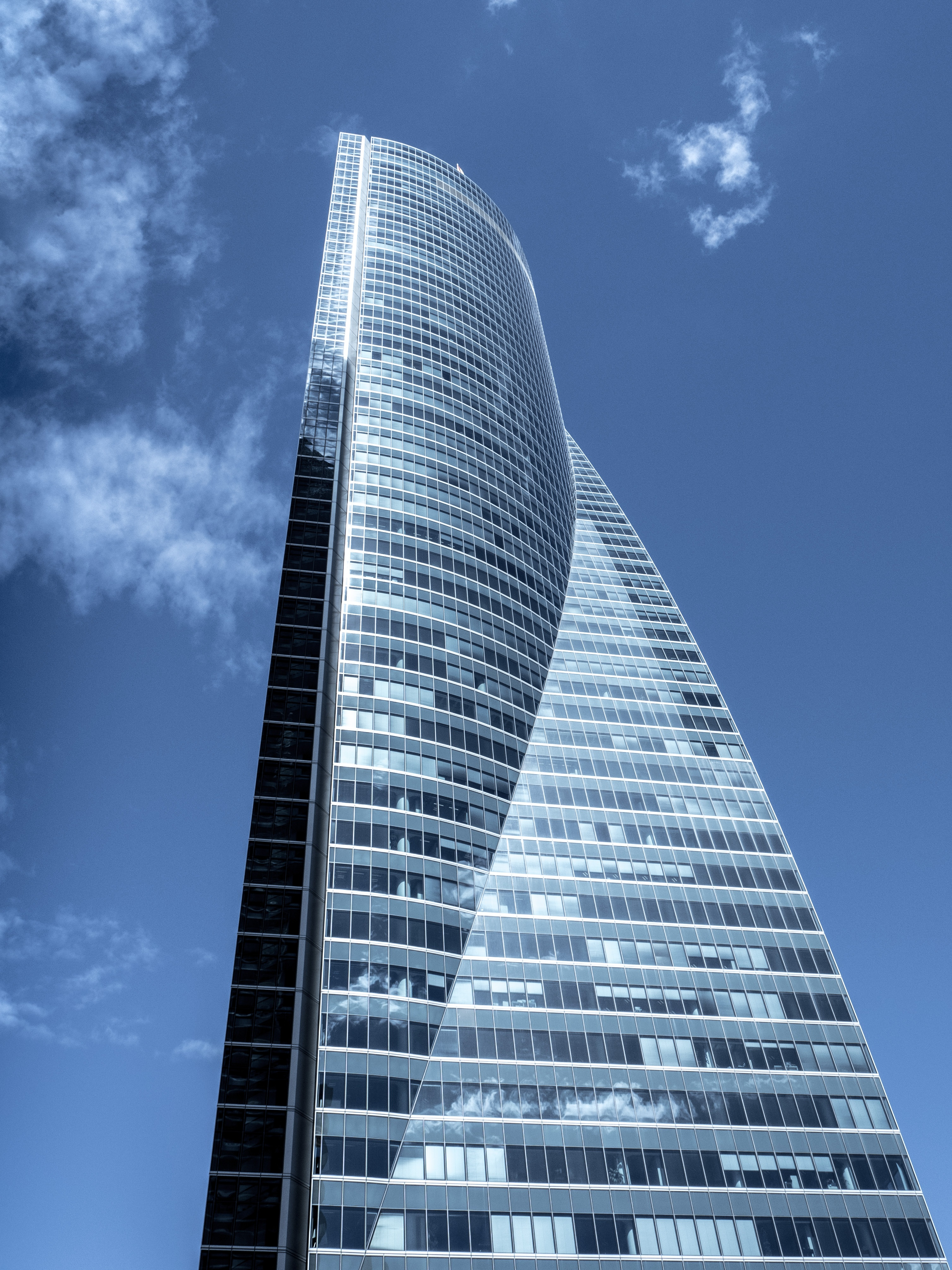
从楼底仰望大楼

## 外部連結
- 维基共享资源上的相關多媒體資源：太空大樓
- Se retira la última dotación de bomberos tras quedar extinguido el fuego en la madrileña Torre Espacio （页面存档备份，存于）
- Torre Espacio's official website
- Emporis.com （页面存档备份，存于）